# Kattan (1641)
Kattan var ett svenskt mindre örlogsfartyg som byggdes kring 1641. Fartyget förliste 1649 i Västindien under den nionde expeditionen till den svenska kolonin Nya Sverige.

## Om fartyget
Endast lite är känt om fartyget. Kattan var ett segelfartyg med ett deplacement på cirka 350 ton. Besättningen utgjordes av mellan 30 och 50 man och bestyckningen bestod av tjugo kanoner. Fartyget byggdes 1641 eller möjligen 1642 i Stockholm. Under det Torstensonska kriget erövrade Kattan den danska fregatten Samson i juli 1645.

## Expeditionen till Nya Sverige
Kolonin var i behov av förstärkning såväl materiellt som bosättare, den senaste kontakten hade varit fartyget Svanen som hade anlänt i januari 1648. Till en början bestämdes att Kalmar Nyckel skulle segla till kolonin, fartyget ansågs dock vara för gammalt och istället valdes Kattan till expeditionsfartyg. Även Kattan var i behov av reparationer och i maj 1649 beordrades Martin Anckarhjelm att åter få fartyget i sjödugligt skick. Avresan var planerad till den 2 juli men det dröjde till dagen efter innan expeditionen startade.
Den 3 juli 1649 avlöpte Kattan från Göteborgs hamn under befälhavare Hans Amundsson Besk och kapten Cornelis Lucifer. Ombord fanns förutom ett trettiotal besättningsmän också ett sjuttiotal kolonisatörer och fartygets last bestod av förnödenheter och vapen till kolonin.
Kattan färdades via Nordsjön och Engelska kanalen till ön Antigua i Karibiska havet och vidare till ön St. Christopher dit man anlände den 21 augusti. Den 26 augusti fortsatte färden mot Nya Sverige.
På natten till den 28 augusti grundstötte Kattan vid en liten obebodd ö utanför Puerto Rico och fartyget sjönk kring den första september. Besättningen och passagerarna räddade sig iland där de senare blev tillfångatagna av spanska pirater och fördes till Puerto Rico. De flesta överlevande omkom under fångenskapen och endast ett fåtal återkom senare till Sverige.

## Eftermäle
1994 utkom boken "Kattan och Nordstiernan: sjörövarroman" av författaren Björn Holm om Kattans förlisning och några överlevandes fortsatta äventyr tillsammans med en svensk piratkapten på fartyget Nordstiernan.